# Ganofil·lita
La ganofil·lita és un mineral de la classe dels silicats, que pertany i dona nom al grup de la ganofil·lita. Rep el nom de grec γανωμα, brillantor, i φύλλον, fulla, en al·lusió a l'elevat llustre de les superfícies d'exfoliació.

## Característiques
La ganofil·lita és un silicat de fórmula química (K,Na,Ca)₂Mn₈(Si,Al)₁₂(O,OH)32·8H₂O. Cristal·litza en el sistema monoclínic. La seva duresa a l'escala de Mohs es troba entre 4 i 4,5. Pot ser similar visualment a la bannisterita i a la parsettensita.
Segons la classificació de Nickel-Strunz, la ganofil·lita pertany a «09.EG - Fil·losilicats amb xarxes dobles amb 6-enllaços més grans» juntament amb els següents minerals: cymrita, naujakasita, manganonaujakasita, dmisteinbergita, kampfita, strätlingita, vertumnita, eggletonita, tamaïta, coombsita, zussmanita, franklinfil·lita, lennilenapeïta, parsettensita, estilpnomelana, latiumita, tuscanita, jagoïta, wickenburgita, hyttsjoïta, armbrusterita, britvinita i bannisterita.

## Formació i jaciments
Va ser descoberta a la Mina Harstigen, situada a Pajsberg, dins el municipi de Filipstad (Comtat de Värmland, Suècia). També ha estat descrita en altres indrets de Suècia, així com a Àustria, Gal·les, Portugal, Itàlia, Namíbia, la República Popular de la Xina, el Japó, Austràlia, els Estats Units i el Canadà.